# Бисселл, Мина
Мина Бисселл (Mina Jahan Bissell; род. 1940, Тегеран) — ирано-американский биолог, исследовательница рака молочной железы. Доктор философии (1969), заслуженный старший учёный Национальной лаборатории имени Лоуренса в Беркли, где числится с 1972 года. Член Национальных Академии наук (2010) и Медицинской академии (1997) США, а также Американского философского общества (2007). Отмечена многими отличиями и почестями, в том числе премией Эрнеста Лоуренса (1996), медалью Почёта Американского онкологического общества (2008) и Pezcoller-AACR award (2007).

## Биография
Училась химии в Колледже Брин-Мар и окончила с отличием Гарвард-Радклиффский колледж (бакалавр химии, 1963). Степени магистра по бактериологии и биохимии (1965) и доктора философии по микробиологии и молекулярной генетике (1969) получила в Гарвардском университете. В 1969—1970 годах фелло там же, а в 1970—1972 годах — на кафедре молекулярной биологии Калифорнийского университета в Беркли. С 1972 года сотрудница Национальной лаборатории имени Лоуренса в Беркли (с 1977 года старший учёный, с 1988 года директор по клеточной и молекулярной биологии, с 1992 года директор по наукам о жизни, с 2002 года заслуженный учёный и старший советник директора лаборатории по биологии) и с 1979 года преподаёт в Калифорнийском университете в Беркли. Член редколлегий Science и Journal of Cell Science и др., входит в консультативный совет Integrative Biology. В 1997 году президент Американского общества клеточной биологии, а в 2000—2002 гг. — International Society of Differentiation.
Член Американской академии искусств и наук (2002) и Академии Американской ассоциации исследований рака (2013), Американской ассоциации содействия развитию науки (1994), а также Королевского химического общество Великобритании (2010) и ассоциированный член EMBO (2017).
Автор более 380 публикаций.

## Отличия, награды и почести
- Fogarty Fellow (1984)
- Joseph Sadusk Award for Breast Cancer Research (1985, первый удостоенный)
- Стипендия Гуггенхайма (1992—1993)
- WICB Senior Award[англ.] (1993)
- Премия Эрнеста Лоуренса, высшее отличие министерства энергетики США (1996)
- Mellon Award, Питтсбургский университет (1998)
- AACR GHA Clowes Memorial Award (1999)
- Innovator Award in Breast Cancer министерства обороны США (2002)
- Komen Brinker Award for Scientific Distinction[англ.] (2003)
- Discovery Health Channel[англ.] Medical Honor (2004, в числе первых 13 удостоенных)
- OBER/DOE Distinguished Scientist Fellow in Life Sciences (2005)
- Prix International de l’INSERM[нем.] (2007)
- Pezcoller Foundation-AACR International Award for Cancer Research (2007)
- H. Lee Moffitt Cancer Center[англ.] Ted Couch Lectureship and Award (2007)
- Медаль Почёта Американского онкологического общества (2008)
- Innovator Award министерства обороны США (2008)
- FASEB Excellence in Science Award[англ.] (2008)
- Mina J. Bissell Award, португальский Университет Порту (2008; учреждена в её честь и присуждается в дальнейшем)
- NIH MERIT award[англ.] (2009)
- Rothschild-Yvette Mayent Award, парижский Институт Кюри (2009)
- Alexander Bodini Foundation Prize (2010)
- Susan Bulkeley Butler Leadership Excellence Award, Университет Пердью (2011)
- Breast Cancer Research Foundation[англ.]’s Jill Rose Award (2011)[6]
- Lifetime Achievement Prize Национальной лаборатории имени Лоуренса в Беркли (2012, первый удостоенный)
- AACR Distinguished Achievement Award in Breast Cancer Research (2012)
- Ernst W. Bertner Memorial Award, MD Anderson Cancer Center (2015)
- Honorary Medal STS/CCSS (2015)
- Медаль Уилсона (2016), высшая награда Американского общества клеточной биологии
- AACR Award for Lifetime Achievement in Cancer Research[нем.] (2017)
- APS Jonathan E. Rhoads Medal (2019)[3]
- Weizmann Women & Science Award[англ.] (2019)
- Международная премия Гайрднера (2020)

Почётный доктор парижского Университета Пьера и Марии Кюри (2001) и Копенгагенского университета (2004).